# Attention à la Mars !
Pour plus de détails, voir Fiche technique et Distribution.
Attention à la Mars ! (Mad as a Mars Hare) est un court métrage d'animation de la série américaine Merrie Melodies, réalisé par Chuck Jones et Maurice Noble et sorti le 19 octobre 1963, qui met en scène Bugs Bunny et Marvin le martien.